# Rubens, schilder en diplomaat
Rubens, schilder en diplomaat è un film del 1977 diretto da Roland Verhavert e basato sulla vita del pittore fiammingo Peter Paul Rubens.